# Filipe I de Hesse
Filipe I de Hesse (13 de novembro de 1504 - 31 de março de 1567), que recebeu o cognome de "o magnânimo", foi um defensor líder da Reforma Protestante e um dos mais importantes líderes dos primeiros tempos do protestantismo na Alemanha.

## Primeiros anos e conversão ao protestantismo
Filipe era filho do landegrave Guilherme II de Hesse e da sua segunda esposa, a duquesa Ana de Mecklemburgo-Schwerin. O seu pai morreu quando Filipe tinha cinco anos de idade e a sua mãe, depois de uma série de lutas com os proprietários de Hesse, conseguiu tornar-se regente em seu nome. Contudo, a luta pela autoridade continuou. Para colocar um ponto final nesta situação, Filipe foi declarado maior de idade em 1518, assumindo o poder no ano seguinte. O poder das propriedades tinha sido quebrado pela sua mãe, mas, além disso, Filipe devia-lhe pouca coisa. A sua educação tinha sido imperfeita e o seu treino moral e religioso tinha sido descuidado. Apesar de tudo, o conde tornou-se um estadista de sucesso rapidamente e não demorou a tomar medidas para aumentar a sua autoridade pessoal como governante.
O primeiro encontro de Filipe de Hesse com Martinho Lutero aconteceu em 1521 na Dieta de Worms, durante o qual a personalidade de Lutero atraiu o conde, apesar de, anteriormente, este ter mostrado pouco interesse nos aspectos religiosos da reunião. Filipe converteu-se ao protestantismo em 1524 depois de se encontrar pessoalmente com o teólogo Philipp Melanchthon. Pouco depois ajudou a terminar a Guerra dos Camponeses ao derrotar Thomas Müntzer na Batalha de Frankenhausen.
Filipe recusou juntar-se à liga antiluterana do duque Jorge da Saxônia em 1525. Pela sua aliança com o príncipe-eleitor João da Saxónia, concluída em Gota a 27 de fevereiro de 1526, mostrou que já estava a tomar medidas para organizar uma aliança protectora com todos os príncipes e poderes protestantes. Ao mesmo tempo, uniu as suas políticas ao seu sentimento religioso. Logo na primavera de 1526, tentou impedir a eleição do arquiduque Fernando, um católico, para sacro-imperador. Na Dieta de Speyer, que se realizou no mesmo ano, Filipe defendeu abertamente a causa protestante, fazendo com que fosse impossível para os pregadores protestantes promover as suas opiniões enquanto a dieta esteve em sessão e, tal como os seus seguidores, dispensou publicamente as práticas eclesiásticas da igreja católica.

## Início da Reforma em Hesse
Apesar de não existir um grande movimento público a favor do protestantismo em Hesse, Filipe estava determinado em criar uma igreja que seguisse os princípios protestantes no seu território. Este desejo foi apoiado não só pelo seu chanceler, o humanista Johann Feige, e pelo seu capelão, Adam Krafft, mas também por François Lamberto de Avinhão, um antigo franciscano e inimigo seguro da fé que tinha abandonado. Enquanto a política radical de Lamberto, que se tinha configurado na ordem eclesiástica de Homberga, foi abandonada, pelo menos um parte dela, os mosteiros e fundações religiosas foram dissolvidas e as suas propriedades foram usadas para fins de caridade e educativos. A Universidade de Marburgo foi criada no verão de 1527 para se tornar, como a Universidade de Wittenberg, uma escola para teólogos protestantes.
O sogro de Filipe, o duque Jorge da Saxónia, o bispo de Würzburg, Conrado II de Thungen e o arcebispo de Mogúncia, Alberto III de Brandemburgo, esforçavam-se por criar agitação contra o crescimento da reforma. As suas actividades, assim como outras circunstâncias, incluindo rumores sobre uma guerra, convenceram Filipe da existência de uma liga secreta entre os príncipes católicos. As suas suspeitas foram confirmadas, para sua satisfação, por uma falsificação que lhe foi entregue por um aventureiro chamado Otto von Pack que tinha sido empregue em missões importantes organizadas pelo duque Jorge da Saxónia. Depois de se encontrar com o príncipe-eleitor João em Weimar a 9 de março de 1528, ficou concordado que os príncipes protestantes deviam ficar na ofensiva para proteger os seus territórios da invasão e captura.
Tanto Lutero como o chanceler do príncipe-eleitor, Gregor Brück, apesar de estarem convencidos da existência da conspiração, estavam contra uma ofensiva. As autoridades imperiais em Speyer proibiram qualquer ameaça à paz e, após longas negociações, Filipe conseguiu financiamento para armamento das dioceses de Würzburg, Bamberg, e Mogúncia. Este último bispado também se sentia tentado a reconhecer a validade da jurisdição nos territórios de Hesse e da Saxónia até o Sacro-Império ou um conselho cristão decidirem contrário.
Apesar de tudo, as condições políticas eram muito favoráveis para Filipe que poderia facilmente ter sido acusado de perturbar a paz do império e, na Segunda Dieta de Speyer, realizado na primavera de 1529, foi publicamente ignorado pelo imperador Carlos V. Ainda assim, Filipe teve um papel importante na união dos representantes protestantes, bem como na preparação do protesto em Speyer. Antes de deixar a cidade, conseguiu um acordo secreto entre a Saxónia, Hesse, Nuremberga, Estrasburgo e Ulm, a 22 de Abril de 1529.

## Suspeito de zwinglianismo

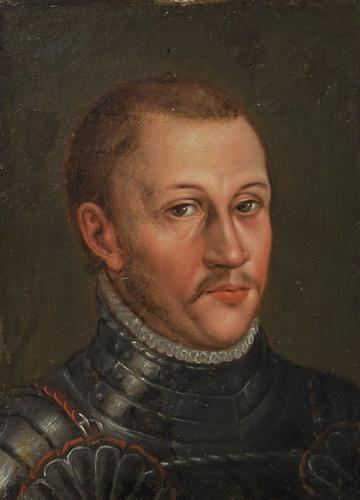
Filipe de Hesse.

Filipe estava particularmente preocupado em prevenir discórdia no assunto da Eucaristia. Foi através dele que Ulrico Zuínglio foi convidado a visitar a Alemanha e Filipe preparou assim o caminho para o célebre Colóquio de Marburgo. Apesar de a atitude dos teólogos de Wittenberg terem frustrado as suas tentativas de criar uma relação harmoniosa e, apesar de a situação ficar ainda mais complicada devido à posição do marquês Jorge de Brandemburgo-Ansbach, que exigiu uma confissão e uma ordem eclesiástica uniformes, Filipe defendeu que as diferenças entre os seguidores de Martin Bucer e os de Lutero em teorias sacramentais podiam discordar de forma honesta e que as Sagradas Escrituras não as poderiam resolver completamente.
Por causa destas declarações, Filipe passou a ser suspeito de ter uma tendência para o zwinglianismo. O apoio que demonstrava para com os reformadores associados a Zwingli na Suíça e a Brucer em Estrasburgo foi intensificado pela fúria do imperador quando recebeu de Filipe uma declaração de arrendatários protestantes escrita pelo antigo franciscano Lamberto, e pelo fracasso do conde em assegurar uma posição comum entre todas as potências protestantes no que dizia respeito à guerra contra a Turquia.
Filipe adoptou com entusiasmo o plano de Zwingli para criar uma grande aliança protestante que se estendesse desde o Adriático até à Dinamarca para impedir o imperador de invadir a Alemanha. Esta associação causou alguma frieza entre ele e os seguidores de Lutero na Dieta de Augsburg em 1530, principalmente quando Filipe propôs a sua política pacifica a Melanchthon e pediu que todos os protestantes se unissem para criar um conselho geral que tivesse o poder de decidir questões de diferenças religiosas. Esta atitude pareceu ter origens no Zwinglianismo e Filipe teve de explicar a sua posição exacta na questão da Eucaristia pouco depois, declarando que concordava completamente com os luteranos, mas discordava quanto à perseguição do suíço.
A chegada do imperador pôs um ponto final nestas disputas, pelo menos durante algum tempo. Mas quando Carlos V exigiu que os representantes protestantes participassem na procissão Corpus Christi e que todos os sermões protestantes deviam terminar na cidade, Filipe recusou-se abertamente a obedecer. Agora tentava em vão mudar o décimo artigo da Confissão de Augsburgo, mas quando a posição dos alemães do norte foi oficialmente rejeitada, Filipe deixou o Diet, dando instruções aos seus representantes para defender impetuosamente a posição dos protestantes e manter os seus interesses gerais, e não os particulares. Neste altura, ofereceu refúgio a Martinho Lutero nas suas terras e começou a criar uma relação próxima com Martin Brucer, cuja compreensão de questões políticas criou um forte laço de amizade entre os dois. Além do mais, Bucer concordava plenamente com o marquês na questão da importância de criar medidas concretas para lidar com a controvérsia da Eucaristia.

## Líder da Liga de Esmalcalda
Em 1530, Filipe conseguiu cumprir o objectivo para o qual tinha trabalhado tanto ao garantir a adesão das potências protestantes à Liga de Esmalcalda, que tinha como objectivo proteger os seus interesses religiosos e seculares contra a interferência do imperador. O conde e o seu principal aliada, o príncipe-eleitor João da Saxónia, tornaram-se os líderes reconhecidos desta união príncipes e cidades alemãs. Filipe estava completamente convencido de que a causa protestante dependia do enfraquecimento do poder dos imperadores Habsburgo tanto no seu país como no estrangeiro.
Antes de iniciar um conflito, Filipe tentou atingir os objectivos da política protestante por meios pacíficos. Propôs estabelecer um compromisso quanto à propriedade confiscada da igreja, mas ao mesmo tempo estava a preparar-se para uma possível guerra e tentava cultivar relações diplomáticas com qualquer potência que tivesse interesses contra os Habsburgo. A 25 de julho de 1532, chegou-se a uma via pacifica com o imperador em Nuremberga, mas tal não impediu que Filipe se continuasse a preparar para uma futura luta.
Filipe era incansável nas suas tentativas de atrair novos aliados para a liga contra Carlos V e o arquiduque Fernando I da Áustria, que tinha recebido o ducado de Württemberg. A Batalha de Lauffen, travada a 13 de maio de 1534 custou a Fernando esta nova possessão e fez com que Filipe fosse reconhecido como o grande herói da Alemanha protestante. A sua vitória foi considerada uma vitória para a Liga de Esmalcalda. Nos anos que se seguiram, esta coligação tornou-se uma das mais importantes na política europeias, em grande parte devido à influência de Filipe, que não perdeu oportunidades para fortalecer a causa protestante. Tanto a França como a Inglaterra procuraram aliar-se a ela e a sua duração foi prolongada por um período de dez anos em 1535, altura em que recebeu também novos membros.
Por outro lado, a luta entre as facções protestantes prejudicou o avanço dos seus interesses mútuos e Brucer, encorajado por Filipe, esforçou-se por juntar os protestantes numa plataforma religiosa comum, tendo os seus esforços resultado na Concordata de Wittenberg. Os medos do imperador quanto aos objectivos políticos da liga foram, pelo menos por algum tempo, postos de parte, mas ao mesmo tempo, um conselho que iria incluir representantes do Papa foi rejeitado e foram tomadas medidas para assegurar a permanência da causa protestante no futuro. Em 1538-39, as relações entre os católicos romanos e os protestantes ficaram profundamente afectadas e a guerra só se conseguiu através da Trégua de Frankfurt. Contudo, os protestantes não conseguiram aproveitar as suas oportunidades, em grande parte devido à extrema docilidade e facilidade em ser influenciado de Filipe.

## Casamento bígamo

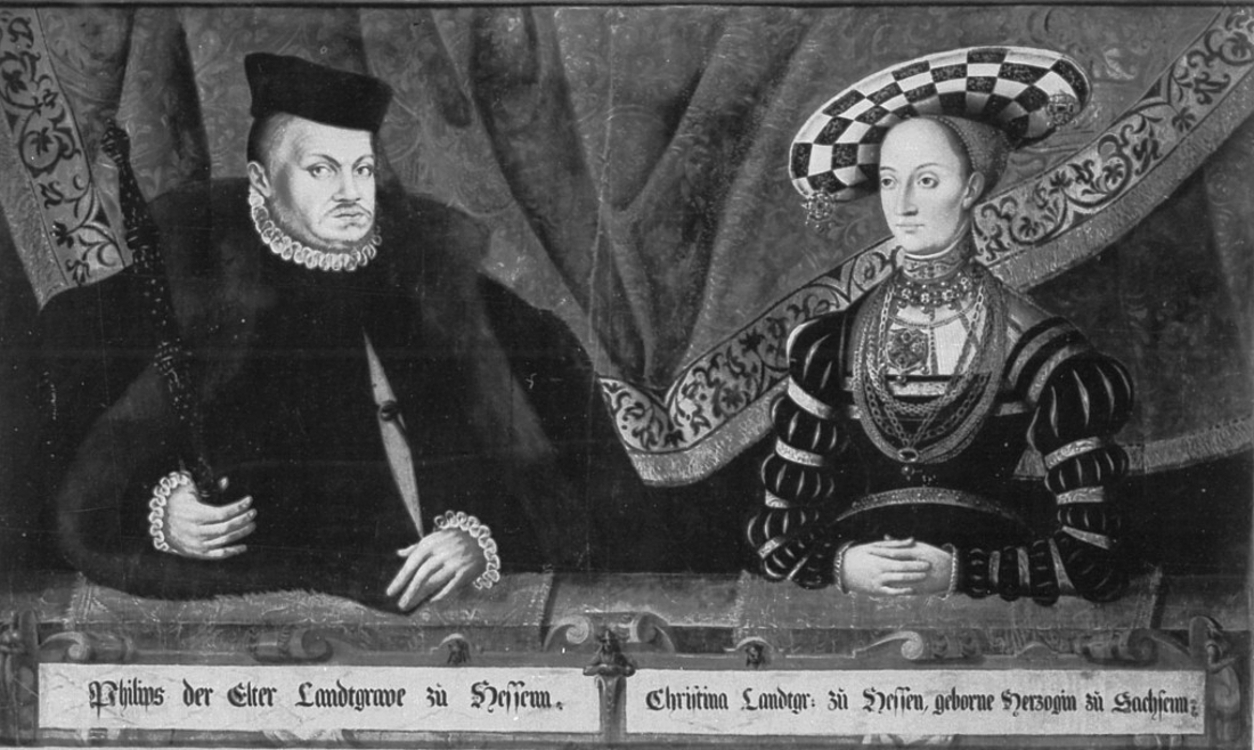
Filipe com a sua primeira esposa Cristina.

A atitude inesperada do líder dos protestantes em procurar um casamento bígamo foi, em grande parte, condicionada por dois factores: Filipe estava enfraquecido pelo seu estilo de vida ilícito e as suas relações matrimoniais estavam prestes a causar um escândalo no mundo protestante. Poucas semanas depois do seu casamento de 1523 com a pouco atraente duquesa Cristina da Saxónia, que sofria de fraca saúde, e que também teria tendência a beber demasiado, Filipe cometeu adultério e, logo no início de 1526, começou a considerar a bigamia. Segundo Martinho Lutero, o marquês vivia "constantemente num estado de adultério e fornicação."
Filipe escreveu a Lutero pedindo-lhe a sua opinião sobre o assunto, recorrendo à poligamia dos patriarcas para se justificar, mas Lutero respondeu que não chegava um cristão considerar as acções dos patriarcas, mas, tal como eles, devia receber um castigo divino. Uma vez que tal castigo não podia ser aplicado no caso dele, Lutero aconselhou-o a não contrair um casamento bígamo a não ser que houvesse uma necessidade extrema para tal, por exemplo, se a sua esposa fosse leprosa ou anormal de outras formas. Apesar deste desencorajamento, Filipe não desistiu do seu projecto para contrair um casamento bígamo nem da sua vida de sensualidades, algo que o impediu de comungar durante vários anos.
Filipe ficou afectado com a opinião de Philipp Melanchthon sobre o caso de Henrique VIII, onde o reformador tinha sugerido que o problema do rei poderia ser resolvido mais facilmente se ele tivesse uma segunda esposa do que se divorciasse da primeira. Para fortalecer a sua posição, existiam as próprias afirmações de Lutero nos seus sermões sobre o Livro de Génesis bem como os precedentes históricos que provavam, para sua satisfação, que era impossível existir algo não-cristão que Deus não tivesse castigado, como no caso dos patriarcas que, no Novo Testamento, foram representados como modelos de fé. Foi durante uma doença que sofreu devido aos seus excessos que ele se decidiu finalmente a casar com uma segunda esposa.
Parecia-lhe ser a única salvação para a sua consciência perturbada e a única esperança de melhorar moralmente que se abria. Assim, pediu a mão de uma das filhas de uma dama-de-companhia da sua irmã em casamento. O nome dela era Margarete de Saale. Enquanto o conde não tinha qualquer problema com esta medida, Margarete não queria aceitar a proposta enquanto o casamento não tivesse o apoio dos teólogos e o consenso do príncipe-eleitor da Saxónia e do duque da Saxónia. Filipe obteve facilmente o consentimento da sua esposa para se casar. Brucer, que era facilmente influenciável por argumentos políticos, ficou convencido quando o marquês ameaçou aliar-se ao imperador se Brucer não conseguisse obter o consenso dos teólogos para o casamento e os divinos de Wittenberg foram convencidos pelo pedido de necessidade ética de Filipe.
Assim, o "conselho secreto de um confessor" foi obtido de Lutero e Melanchthon a 10 de dezembro de 1539, sem que nenhum dos dois soubesse que a esposa já tinha sido escolhida. Brucer e Melanchthon foram convocados a Rotenburg an der Fulda, sem que o motivo para tal fosse fornecido, onde, a 4 de março de 1540, Filipe e Margarete se casaram. A altura não era propícia a um escândalo por parte dos protestantes, já que o sacro-imperador, que tinha rejeitado as tréguas de Frankfurt, estava prestes a invadir a Alemanha. Contudo, algumas semanas depois, a irmã de Filipe, Isabel, revelou o que tinha acontecido ao público e o escândalo causou uma reacção muito negativa por toda a Alemanha. Alguns dos aliados de Filipe recusaram-se a servi-lo e Martinho Lutero, recorrendo ao facto de o conselho de se casar tinha sido dado sob o segredo da confissão, recusou-se a admitir o seu papel no casamento.

## Propostas ao Sacro-Imperador

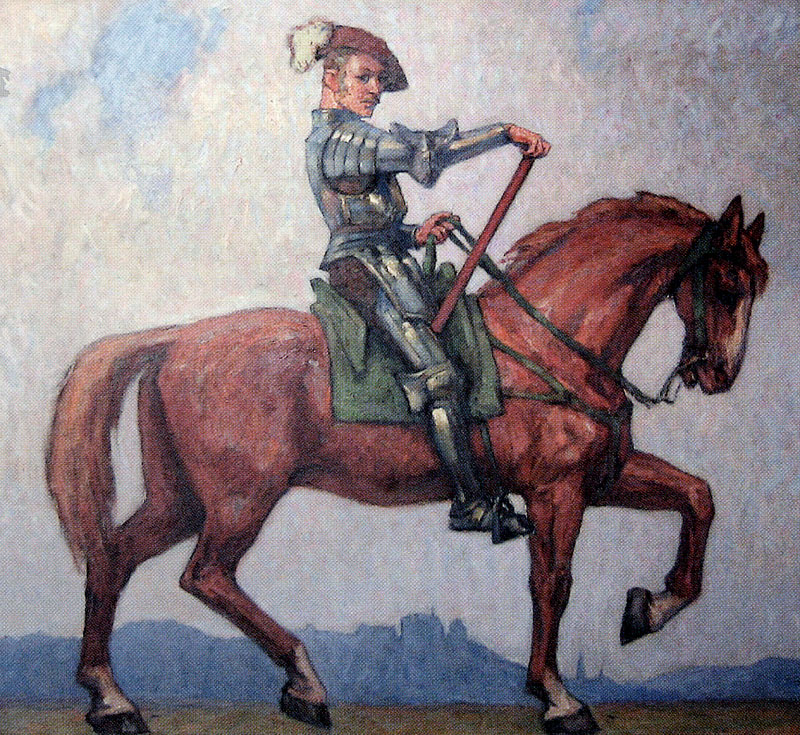
Filipe.

Esta acção prejudicou toda a situação política na Alemanha. Mesmo enquanto a questão do casamento lhe ocupava a atenção, Filipe também se dedicava à construção de planos de grande alcance para a reforma da Igreja e para juntar todos os opositores dos Habsburgo, apesar de continuar a não desistir de um compromisso religiosa através da via diplomática. Estava profundamente indignado com as criticas que lhe eram apontadas e temia que a lei que ele mesmo tinha criado contra o adultério pudesse ser aplicada no seu casa. Neste estado de espírito, estava determinado a fazer as pazes com o sacro-imperador com termos que não incluíssem o fim da causa protestante. Propôs manter-se neutro quanto à conquista do ducado de Cleves por parte do sacro-império e prometeu impedir uma aliança com a França na condição de que o imperador o perdoasse pela sua oposição e violação das leis imperais, sem se referir directamente ao seu casamento bígamo.
Apesar de Filipe se ter recusado a fazer alguma coisa que prejudicasse a causa protestante, os seus avanços foram bem-recebidos pelo sacro-imperador. Segundo o conselho de Brucer, o marquês começou então a tomar medidas mais activas na esperança de estabelecer a paz religiosa entre os católicos e os protestantes. Confiante de que tinha o apoio imperial, Filipe concordou em participar na Dieta de Regensburg, realizado em 1541, e a sua presença contribuiu para o rumo que esta questão seguiu no colóquio religioso de Regensburg no qual Melanchthon, Brucer e João Pistorius, o Velho, representaram o lado protestante. Filipe conseguiu garantir a permissão do sacro-imperador para abrir uma Universidade de Marburgo e, em troca de uma amnistia, concordou ficar do lado dos Habsburgo contra todos os inimigos excepto os protestantes e os membros da Liga de Esmalcalda. Filipe concordou também em não fazer alianças com a França, Inglaterra ou com o ducado de Cleves e impedir a admissão destas potências na Liga de Esmalcalda.
Por seu lado, o imperador concordou em não o atacar em caso de haver uma guerra em grande escala contra os protestantes. Estes acordos para obtenção de termos especiais fizeram com que a sua posição como líder dos protestantes enfraquecesse. Tornou-se fonte de suspeita, e, apesar de a liga continuar a funcionar com força, e de ganhar alguns novos membros nos anos que se seguiram, o seu poder verdadeiro tinha desaparecido. Mas, embora de todos os príncipes seculares apenas o duque Alberto VII de Mecklemburgo e o duque Henrique V de Brunsvique-Luneburgo se mantinham fiéis à causa católica, e enquanto um ataque conjunto por parte das forças do protestantismo unido tivesse muito provavelmente resultado numa vitória, não havia um objectivo único. O duque Maurício da Saxónia e o marquês Joaquim II de Brandemburgo recusavam juntar-se à Liga Escalcalda, Cleves tinha já sido invadido com êxito pelas tropas imperiais e o protestantismo era rigorosamente proibido em Metz.
Em 1543, os conflitos internos da liga protestantes levaram Filipe a deixar a sua liderança e a considerar seriamente a possibilidade de a dissolver. Colocou toda a sua confiança na boa fé do imperador, tendo concordado em ajudá-lo contra a França e a Turquia. Na Dieta de Speyer de 1544, defendeu a política do imperador com grande eloquência. O bispo de Augsburg declarou que Filipe tinha sido inspirado pelo espírito santo e o imperador Carlos V, pretendia agora torná-lo comandante-em-chefe do seu exército na próxima guerra contra os turcos.

## Recomeço das hostilidades contra Carlos V
Contudo, a situação mudou rapidamente e Filipe foi forçado a ficar contra o imperador pouco depois, devido ao Tratado de Crépy de 1544 que lhe abriu os olhos para o perigo do protestantismo. Filipe preveniu o duque católico Henrique V de Brunswick-Lüneburg para não conquistar os seus domínios e planeou uma nova aliança com os príncipes alemães contra a Áustria, pedindo aos seus membros para que não aceitassem decretos no planeado Concílio de Trento. A aliança não se concretizou. Quando este plano falhou, tentou assegurar a neutralidade da Baviera numa possível guerra contra os protestantes e propôs uma nova aliança protestante para substituir a Liga de Esmalcalda.
Mas tudo isto, tal como a sua planeada coligação com os suíços, não se concretizou devido à rivalidade entre o duque Maurício da Saxónia e o príncipe-eleitor João Frederico I da Saxónia. Temendo o sucesso destes planos, o imperador convidou Filipe para uma audiência em Speyer. Filipe criticou abertamente as políticas do imperador e pouco depois tornou-se evidente que a paz não seria preservada. Quatro meses depois, a 20 de Julho de 1546, foi declarado o banimento de João Frederico e de Filipe do Sacro Império por estes serem rebeldes e traidores. O resultado foi a Guerra da Esmalcalda que foi pouco favorável para os interesses dos protestantes. A derrota na Batalha de Mühlberg em 1547 e a prisão do príncipe-eleitor João Frederico marcaram a queda da Liga da Esmalcalda.
Em desespero, Filipe, que tinha vindo a negociar com o imperador durante algum tempo, concordou em ficar à sua mercê na condição de que os seus direitos territoriais não seriam prejudicados e que ele não seria preso. Contudo, estes termos foram rejeitados e, a 23 de junho de 1547, ambos os líderes da famosa liga foram levados para o sul da Alemanha como prisioneiros.

## Prisão de Filipe e ínterim em Hesse
A prisão de Filipe trouxe grandes desafios e dificuldades à Igreja em Hesse. Antes de tal acontecer, a Igreja tinha sido organizada cuidadosamente por Filipe e Brucer que estabeleceram um sistema de sínodos, presbiterianos e disciplina. O território tinha sido profundamente reformado na direcção do protestantismo, apesar do culto público ainda não ser uniforme, a disciplina não ser rigorosamente aplicada e ainda existirem muitos dissidentes.
O próprio Filipe escreveu da prisão, pedindo para que o Ínterim de Augsburg fosse aceite, principalmente porque a sua liberdade dependia disso. Desde que a pregação do Evangelho continuasse sem restrições e o dogma protestante da justificação pela fé estivessem garantidos, outros assuntos pareciam de menor importância para o conde. Filipe leu literatura controversa sobre o catolicismo, ia à missa e ficou muito impressionado com o seu estudo sobre os Pais da Igreja. Contudo, o clero de Hesse opôs-se corajosamente à introdução do Ínterim e o governo de Cassel recusou-se a obedecer às ordens do conde. Entretanto, a sua pena de prisão foi aumentada depois de ter tentado fugir sem sucesso. Foi só em 1552, depois de assinada a Paz de Passau que lhe garantida a sua tão desejada liberdade e que o conde pôde finalmente voltar à sua capital em Cassel a 12 de setembro de 1552.

## Últimos anos
Apesar de Filipe se mostrar agora activo no regresso à ordem dentro dos seus territórios, novos líderes, tais como o duque Maurício da Saxónia e o duque Cristóvão de Württemberg, tinham conquistado a liderança. Filipe já não desejava assumir esse papel. Agora, todas as suas energias estavam concentradas no seu esforço para conseguir um entendimento entre os protestantes e os católicos. Por indicação sua, todos os teólogos que estavam a seu serviço participavam nas várias conferências onde representantes dos católicos e dos protestantes se juntavam para tentar criar uma base para a sua união.
Filipe também estava mais ocupado com conflitos internos que surgiram após a morte de Martinho Lutero entre os seguidores das disciplinas de Melanchthon. Nunca se cansou de salientar a importância de uma tolerância mutua entre calvinistas e luteranos e manteve sempre a esperança de criar uma federação protestante para que, com este fim à vista, pudesse criar relações de amizade com os protestantes franceses e a rainha Isabel I de Inglaterra.
Filipe deu ajuda financeira aos huguenote e as tropas hessianas lutaram lado a lado com eles durante as guerras civis religiosas francesas, tendo esta ajuda contribuído para a declaração de tolerância em Amboise em maio de 1563. Deu uma organização permanente à igreja de Hesse na grande agenda de 1566-67 e, no seu testamento de 1562, pediu aos seus filhos que mantivessem a Confissão de Augsburgo e a Concórdia de Wittenberg, bem como que continuassem a lutar pela união dos católicos e protestantes se surgisse a oportunidade e as circunstâncias o permitissem.

## Casamentos e descendência
Filipe casou-se com a duquesa Cristina da Saxónia, filha do duque Jorge da Saxônia, no dia 11 de dezembro de 1523 em Dresden. Tiveram dez filhos:
1. Inês de Hesse (31 de maio de 1527 – 4 de novembro de 1555), casada primeiro com o príncipe-eleitor Maurício da Saxónia; com descendência. Casada depois com o duque João Frederico II da Saxónia; sem descendência.
2. Ana de Hesse (26 de outubro de 1529 – 10 de julho de 1591), casada com o conde palatino Wolfgang de Zweibrücken; com descendência.
3. Guilherme IV de Hesse-Cassel (24 de junho de 1532 – 25 de agosto de 1592), casado com a duquesa Sabina de Württemberg; com descendência.
4. Filipe Luís de Hesse (1534-1535), morreu novo.
5. Bárbara de Hesse (8 de abril de 1536 – 8 de junho de 1597), casada primeiro com o duque Jorge I de Württemberg-Mömpelgard; com descendência. Casada depois com o conde Daniel de Waldeck; sem descendência.
6. Luís IV de Hesse-Marburgo (27 de maio de 1537 – 9 de outubro de 1604), casado primeiro com a duquesa Edviges de Württemberg; sem descendência. Casado depois com Maria de Mansfeld; sem descendência.
7. Isabel de Hesse (13 de fevereiro de 1539 – 14 de março de 1582), casada com Luís VI, Eleitor Palatino; com descendência.
8. Filipe II de Hesse-Rheinfels (22 de abril de 1541 – 20 de novembro de 1583), casada com a princesa Ana Isabel do Palatinado-Simmern; sem descendência.
9. Cristina de Hesse (29 de junho de 1543 – 13 de maio de 1604), casada com o duque Adolfo de Holstein-Gottorp; com descendência.
10. Jorge I de Hesse-Darmstadt (10 de setembro de 1547 – 7 de fevereiro de 1596), casado primeiro com a duquesa Madalena de Lippe; com descendência. Casado depois com a duquesa Leonor de Württemberg; sem descendência.

A 4 de março de 1540, Filipe casou-se morganaticamente com Margarete de Saale quando ainda estava casado com Cristina. Com ela teve os seguintes filhos:
1. Filipe de Dietz (12 de março de 1541 – 10 de junho de 1569), morreu aos vinte-e-oito anos de idade; sem descendência.
2. Hermano de Dietz (12 de fevereiro de 1542 – cerca de 1568), morreu com cerca de vinte-e-quatro anos; sem descendência.
3. Cristóvão Ernesto de Dietz (16 de julho de 1543 – 20 de abril de 1603), morreu solteiro e sem descendência.
4. Margarete de Dietz (14 de outubro de 1544 – 1608), casada primeiro com Johann Bernardo de Eberstein; com descendência. Casada depois com Estêvão Henrique de Everstein; com descendência.
5. Alberto de Dietz (10 de março de 1546 – 3 de outubro de 1569), morreu aos vinte-e-três anos; sem descendência.
6. Filipe Conrado de Dietz (29 de setembro de 1547 – 25 de maio de 1569), morreu aos vinte-e-um anos; sem descendência.
7. Moritz zu Dietz (8 de junho de 1553 – 23 de janeiro de 1575), morreu aos vinte-e-um anos; sem descendência.
8. Ernesto de Dietz (12 de agosto de 1554 – 1570), morreu com cerca de dezasseis anos; sem descendência.
9. Ana zu Dietz, morreu nova em 1558.

## Genealogia
| Filipe I de Hesse | Pai: Guilherme II de Hesse        | Avô paterno: Luís II do Baixo Hesse       | Bisavô paterno: Luís I de Hesse             |
| Filipe I de Hesse | Pai: Guilherme II de Hesse        | Avô paterno: Luís II do Baixo Hesse       | Bisavó paterna: Ana da Saxónia              |
| Filipe I de Hesse | Pai: Guilherme II de Hesse        | Avó paterna: Matilde de Württemberg-Urach | Bisavô paterno: Luís I de Württemberg-Urach |
| Filipe I de Hesse | Pai: Guilherme II de Hesse        | Avó paterna: Matilde de Württemberg-Urach | Bisavó paterna: Matilde do Palatinado       |
| Filipe I de Hesse | Mãe: Ana de Mecklemburgo-Schwerin | Avô materno: Magno II de Mecklemburgo     | Bisavô materno: Henrique IV de Mecklemburgo |
| Filipe I de Hesse | Mãe: Ana de Mecklemburgo-Schwerin | Avô materno: Magno II de Mecklemburgo     | Bisavó materna: Doroteia de Brandemburgo    |
| Filipe I de Hesse | Mãe: Ana de Mecklemburgo-Schwerin | Avó materna: Sofia da Pomerania-Stettin   | Bisavô materno: Érico II da Pomerânia       |
| Filipe I de Hesse | Mãe: Ana de Mecklemburgo-Schwerin | Avó materna: Sofia da Pomerania-Stettin   | Bisavó materna: Sofia da Pomerania-Stolp    |